# Alto Rio Novo
Alto Rio Novo (en español: Alto Río Nuevo)  es un municipio brasileño del estado del Espírito Santo. Su población estimada en 2004 era de 6.695 habitantes.

## Historia
El poblado de Alto Río Nuevo tuvo inicio en abril de 1921 después sea poblado por una expedición de aventureros en busca de nuevas fronteras. La expedición que era liderada por José Marques de la Silva y José Ludjério de la Silva siguió la naciente del Río Bananal y después de subir por la Sierra de la Cangalha en el Alto Beija-Flor encontró un río chamandolo de Río Nuevo. Allí los aventureros se instalaron con sus familias y el poblado obtuvo el nombre de Alto Río Novo.